# HIP 80945
HIP 80945 — звезда в созвездии Скорпиона. Находится на расстоянии 4 185 световых лет (1 284 парсека) от Земли. Относится к голубым сверхгигантам.

## Характеристики
HIP 80945 представляет собой звезду спектрального класса B1Ia. HIP 80945 видна невооружённым глазом, поскольку имеет видимую звёздную величину +5.39.